# Chaetostoma venezuelae
Chaetostoma venezuelae  es una especie de pez de la familia  de los loricáridos, del orden de los siluriformes.

## Descripción
El macho puede alcanzar hasta 7,3  cm de longitud total.

## Distribución geográfica
Es endémico de la cuenca del río San Juan, Venezuela.